# 마이완드 카불 FC
마이완드 카불 FC(페르시아어: باشگاه ورزشی میوند)는 아프가니스탄에 연고를 둔 축구단이다. 이 구단은 Muhammad Kabir Turkmany 에 의해 Nowbahar Football Club 이란 이름으로 설립되었으며 1976년부터는 마이완드 주스(Maiwand Juice로 불렸다. 클럽은 레슬링, 태권도, 축구에서 활동하는 문화 및 스포츠 단체이기도 하다.